# Eptesicus
Eptesicus (Rafinesque, 1820) è un genere di pipistrelli della famiglia dei Vespertilionidi.

## Descrizione

### Dimensioni
Al genere Eptesicus appartengono pipistrelli di piccole dimensioni, con lunghezza della testa e del corpo tra 35 e 75 mm, la lunghezza dell'avambraccio tra 28 e 55 mm, la lunghezza della coda tra 34 e 60 mm e un peso fino a 30 g.

### Caratteristiche craniche e dentarie
Il cranio è robusto con il rostro che sale gradualmente verso la scatola cranica arrotondata ed appiattita. Gli incisivi superiori sono ben sviluppati, con quelli interni più grandi, provvisti di una o due cuspidi. I canini sono semplici.
Sono caratterizzati dalla seguente formula dentaria:

### Aspetto
Il colore delle parti dorsali varia dal marrone scuro al nerastro, talvolta con dei riflessi giallo-brunastri, mentre le parti ventrali sono più chiare. La testa è grande e larga. Le orecchie sono corte, triangolari, ampiamente separate e con l'estremità arrotondata. Il trago è solitamente largo, arrotondato e curvato in avanti. Le ali sono scure, talvolta biancastre e semi-trasparenti nelle forme dell'Africa meridionale, corte e larghe. La lunga coda si estende leggermente oltre l'ampio uropatagio. Il calcar è ben sviluppato, solitamente più lungo del piede ed è carenato. L'osso penico è molto corto, solitamente triangolare o a forma di Y.

## Distribuzione
Il genere è diffuso largamente nel continente americano, Europa, Africa subsahariana e in Asia fino all'Indocina.

## Tassonomia
Il genere comprende 22 specie.
- Sottogenere Eptesicus - Sono privi di escrescenze cornee sull'avambraccio e parte dell'uropatagio.
  - Gruppo E.nillsonii - Il cranio è grande ma privo di cresta sagittale, l'incisivo superiore interno ha due cuspidi.
    - Eptesicus bobrinskoi
    - Eptesicus gobiensis
    - Eptesicus nilssonii

  - Gruppo E.nasutus - Il cranio è piccolo, l'incisivo superiore interno ha una sola cuspide.
    - Eptesicus nasutus

  - Gruppo E.serotinus - Il cranio è grande e provvisto di cresta sagittale, l'incisivo superiore interno ha due cuspidi.
    - Sottogruppo E.serotinus
      - Eptesicus andinus
      - Eptesicus bottae
      - Eptesicus brasiliensis
      - Eptesicus chiriquinus
      - Eptesicus diminutus
      - Eptesicus fuscus
      - Eptesicus furinalis
      - Eptesicus guadeloupensis
      - Eptesicus hottentotus
      - Eptesicus innoxius
      - Eptesicus japonensis
      - Eptesicus kobayashii
      - Eptesicus platyops
      - Eptesicus serotinus
      - Eptesicus taddeii
      - Eptesicus tatei
      - Eptesicus ulapesensis

    - Sottogruppo E.pachyotis
      - Eptesicus pachyotis
- Sottogenere Rhinopterus (Miller, 1906) - Sono presenti numerose escrescenze cornee sull'avambraccio e parte dell'uropatagio.
  - Eptesicus floweri

La specie E.dimissus è stata recentemente trasferita nel nuovo genere Cassistrellus